# Tanghulu
Il tanghulu (cinese tradizionale: 糖葫蘆; cinese semplificato: 糖葫芦; pinyin: táng hú lu; POJ: thn̂g-hô͘-lô͘; jyutping: tong4 wu4 lou4*2), chiamato anche bīngtánghúlu (cinese tradizionale: 冰糖葫蘆; cinese semplificato: 冰糖葫芦; pinyin: bīng táng hú lu; POJ: peng-thn̂g-hô͘-lô͘), è un dolce tradizionale del nord della Cina, specialmente di Pechino, Tientsin ed altre città del nordest. Consumato principalmente dai bambini, è composto da frutta caramellata infilata in spiedini di bambù lunghi circa 20 cm. I tanghulu si vedono per strada, in particolare nei luoghi turistici come gli hutong pechinesi nella zona di Wangfujing, oppure per mezzo di carretti da venditori ambulanti che si spostano di luogo in luogo.
Tipicamente nel tanghulu la frutta è ricoperta da uno strato di zucchero indurito, che si ottiene mediante l'immersione dello spiedino in uno sciroppo di zucchero, tuttavia altre versioni del dolce comportano una seconda copertura di cioccolato oppure di semi di sesamo. Nella versione tradizionale, il frutto utilizzato per lo spiedino era quello del biancospino cinese (shān zhā, 山楂), ma negli ultimi anni i venditori si sono adattati ai gusti dei turisti occidentali, utilizzando anche pomodorini, mandarini, fragole, mirtilli, pezzi di ananas, banane, kiwi ed acini d'uva, talvolta mixando nello stesso spiedino diversi tipi di frutta.